# 한일전 (축구)
한일전(韓日戰, 영어: South Korea–Japan Football Rivalry, 일본어: 日韓戦)은 대한민국 축구 국가대표팀과 일본 축구 국가대표팀 사이에서 열리는 국제 경기이다. 이 항목에서는 특별히 언급이 없는 한 남자 성인 대표에 대해 설명한다.

## 개요
대한축구협회와 일본축구협회 모두 아시아 지역을 총괄하는 아시아 축구 연맹과 동아시아 축구 연맹에 속한다. 양국은 동해를 사이에 두고 인접해 있으며, 역사적으로도 밀접한 관계를 가지고 있기 때문에 양국 대표 간 경기는 특별한 분위기와 의미를 지닌다.
2021년 3월 25일까지 80경기가 있었으며, 전적은 대한민국이 42승, 일본이 15승, 무승부 23경기로 대한민국이 크게 앞서 있다. 무승부에는 공식전으로 승부차기전이 열린 것이 4번, 대한민국이 1승, 일본이 3승으로 기록되고 있다. J리그 설립 전까지는 대한민국이 크게 앞서 있었지만, 1990년대 후반부터는 거의 호각세이다.
대한민국과 일본은 FIFA 월드컵과 올림픽에 출전해 세계 무대에서 강팀과 싸우기 위한, 아시아 지역 예선에서 번번히 마주친 피할 수 없는 상대였다. 그러나 시대 상황의 변화와 함께 아시아 지역의 참가 국가가 증가한 것, 즉 최근에는 아시아에 할당된 출전권이 확대되었고, 또한 양국 모두 시드 배정국이 되어 같은 조에 배정되지 않는 등의 이유로 직접 대전하는 것은 이전에 비해 많이 드물어졌다.
덧붙여 "한일전"의 호칭은 대한민국에서 본 호칭이며, 일본에서는 "일한전"이라고 하고 있다. 일본의 매스 미디어는 "일한전"라고하는 것이 많지만, 대한민국이 홈인 경우는 FIFA의 공식 표기에 준하여 FIFA의 "한일전"라고 표기하는 매스 미디어(후지 TV)도 있다.

## 최초의 한일전
대한민국과 일본의 첫 국제 경기는 1954년 3월 7일 일본 도쿄 메이지 신궁 외원 경기장에서 열린, 1954년 FIFA 월드컵 아시아 지역 예선 1차전이다. 이 예선은 원래 홈 앤드 어웨이 방식으로 진행되는 것이었다. 그러나 당시 대한민국의 대통령 이승만이 일본 대표팀의 입국을 거부했기 때문에 두 경기 모두 도쿄에서 개최되었다.
예선에서는 일본이 홈 개최라는 이점이 있었음에도 불구하고 1차전에서 5-1라는 큰 점수차로 한국이 승리했다.
(또한 일본이 이 경기에서 기록한 실점은 일본 축구 국가대표팀의 대 대한민국전 최다 실점 기록으로 남아있다. 2차전은 2-2 무승부로, 총 점수 7-3으로 대한민국이 일본을 제치고 아시아 대표로 FIFA 월드컵에 첫 출전했다.)
이후 양국은 아시아 및 세계에서 오늘에 이르기까지 수차례 격돌하며 발전하고 있다.

## 통계

### 남자 성인 대표팀
| 대한민국 승 | 42 |
| 무승부      | 23 |
| 일본 승     | 16 |
| 총경기수    | 81 |

| 대한민국 총득점수 | 122 |
| 일본 총득점수     | 73  |

| 구분     | 홈 승 | 원정 승 | 중립 승 | 홈 무승부 | 원정 무승부 | 중립 무승부 |
| -------- | ----- | ------- | ------- | --------- | ----------- | ----------- |
| 대한민국 | 15    | 16      | 11      | 3         | 8           | 12          |
| 일본     | 7     | 5       | 3       | 8         | 3           | 12          |

※ 현재 성인 국가대표팀의 통산 전적은 A매치 공인 여부 등으로 인해, 대한축구협회에서 집계하는 전적과 일본축구협회에서 집계하는 전적에서 아래처럼 3경기 차이가 있으며 대한축구협회와 일본축구협회는 A매치로 공인하고 있지만 FIFA에서 공인하지 않는 경기도 존재한다.

(1) 1968년 AFC 아시안컵 예선 한일전: 이유 미상, 일본축구협회에서는 해당 경기를 A매치에서 제외

(2) 1988년 AFC 아시안컵 한일전: 일본 축구 국가대표팀은 20대 초반 선수들로 대표팀을 구성하였기 때문에 일본축구협회에서는 해당 경기를 A매치에서 제외

(3) 1998년 아시안 게임 한일전: 일본 축구 국가대표팀은 당시 21세이하였기 때문에 일본축구협회에서 해당 경기를 A매치에서 제외

### 여자 성인 대표팀
2018년 8월 30일 기준
- 현재 통산 전적 : 4승 10무 16패로 대한민국 열세

## 경기 목록 (남자)

### 성인 대표팀
| #  | 일자        | 대한민국                                                         | 결과           | 일본                             | 대회                                                 | 장소                                   | FIFA 공인 | KFA 공인 | JFA 공인 |
| -- | ----------- | ---------------------------------------------------------------- | -------------- | -------------------------------- | ---------------------------------------------------- | -------------------------------------- | --------- | -------- | -------- |
| 1  | 1954-03-07  | 정남식 (2골), 최정민 (2골) 최광석 (득점자 기록 변경 가능성 존재) | 5 - 1          | 나가누마                         | 1954년 FIFA 월드컵 아시아 지역 예선                  | 도쿄, 메이지 신궁 외원 경기장          |           |          |          |
| 2  | 1954-03-14  | 정남식, 최정민                                                   | 2 - 2          | 이와타니 (2골)                   | 1954년 FIFA 월드컵 아시아 지역 예선                  | 도쿄, 메이지 신궁 외원 경기장          |           |          |          |
| 3  | 1956-06-03  | -                                                                | 0 - 2          | 우치노, 이와부치                 | 1956년 하계 올림픽 아시아 지역 예선 1차전            | 도쿄, 고라쿠엔 경륜장                  |           |          |          |
| 4  | 1956-06-10  | 성낙운, 최광석                                                   | 2 - 0          | -                                | 1956년 하계 올림픽 아시아 지역 예선 2차전            | 도쿄, 고라쿠엔 경륜장                  |           |          |          |
| 5  | 1959-09-05  | -                                                                | 0 - 0          | -                                | 제3회 메르데카 대회 5/6위전                          | 쿠알라룸푸르, 메르데카 경기장          |           |          |          |
| 6  | 1959-09-06  | 최정민, 조윤옥, 차태성                                           | 3 - 1          | 우치노                           | 제3회 메르데카 대회 5/6위전 재경기                   | 쿠알라룸푸르, 메르데카 경기장          |           |          |          |
| 7  | 1959-12-13  | 최정민, 문정식                                                   | 2 - 0          | -                                | 1960년 하계 올림픽 아시아 지역 예선 1차전            | 도쿄, 고라쿠엔 경륜장                  |           |          |          |
| 8  | 1959-12-20  | -                                                                | 0 - 1          | 니노미야                         | 1960년 하계 올림픽 아시아 지역 예선 2차전            | 도쿄, 고라쿠엔 경륜장                  |           |          |          |
| 9  | 1960-11-06  | 정순천 (2골)                                                     | 2 - 1          | 사사키                           | 1962년 FIFA 월드컵 아시아 지역 예선                  | 서울, 효창운동장                       |           |          |          |
| 10 | 1961-06-11  | 정순천, 유판순                                                   | 2 - 0          | -                                | 1962년 FIFA 월드컵 아시아 지역 예선                  | 도쿄, 고라쿠엔 경륜장                  |           |          |          |
| 11 | 1962-08-30  | 조윤옥                                                           | 1 - 0          | -                                | 1962년 아시안 게임                                   | 자카르타, 겔로라 붕 카르노 스타디움    |           |          |          |
| 12 | 1963-08-13  | 차태성                                                           | 1 - 1          | 쓰기타니                         | 제4회 메르데카 대회 조별예선 4차전                   | 쿠알라룸푸르, 메르데카 경기장          |           |          |          |
| 13 | 1967-08-01  | 정병탁                                                           | 1 - 2          | 구와하라, 하마다                 | 1968년 AFC 아시안컵 예선                             | 타이베이, 타이베이 시립경기장          |           |          |          |
| 14 | 1967-10-07  | 이회택, 허윤정 (2골)                                             | 3 - 3          | 미야모토, 스기야마, 가마모토     | 1968년 하계 올림픽 아시아 지역 예선                  | 도쿄, 국립경기장                       |           |          |          |
| 15 | 1969-10-12  | 김기복, 박수일                                                   | 2 - 2          | 미야모토, 구와하라               | 1970년 FIFA 월드컵 아시아·오세아니아 지역 예선       | 서울, 동대문운동장                     |           |          |          |
| 16 | 1969-10-18  | 정강지 (2골)                                                     | 2 - 0          | -                                | 1970년 FIFA 월드컵 아시아·오세아니아 지역 예선       | 서울, 동대문운동장                     |           |          |          |
| 17 | 1970-08-02  | 박이천                                                           | 1 - 1          | 기무라                           | 제14회 메르데카 대회 조별예선 2차전                  | 쿠알라룸푸르, 메르데카 경기장          |           |          |          |
| 18 | 1970-12-18  | 정강지, 박이천                                                   | 2 - 1          | 우에다                           | 1970년 아시안 게임 준결승                            | 방콕, 수파찰라사이 경기장              |           |          |          |
| 19 | 1971-10-02  | 박수덕, 정규풍                                                   | 2 - 1          | 나가이                           | 1972년 하계 올림픽 아시아 지역 예선                  | 서울, 동대문운동장                     |           |          |          |
| 20 | 1972-07-26  | 박수덕 (2골), 박이천                                             | 3 - 0          | -                                | 제16회 메르데카 대회 준결승                          | 쿠알라룸푸르, 메르데카 경기장          |           |          |          |
| 21 | 1972-09-14  | 박이천, 이차만                                                   | 2 - 2          | 가마모토 (2골)                   | 제1회 한일 정기전                                    | 도쿄, 국립경기장                       |           |          |          |
| 22 | 1973-06-23  | 이차만, 김재한                                                   | 2 - 0          | -                                | 제2회 한일 정기전                                    | 서울, 동대문운동장                     |           |          |          |
| 23 | 1974-09-28  | 김재한                                                           | 1 - 4          | 가마모토 (2골), 요시무라, 아라이 | 제3회 한일 정기전                                    | 도쿄, 국립경기장                       |           |          |          |
| 24 | 1975-08-09  | 차범근 (3골)                                                     | 3 - 1          | 오치아이                         | 제19회 메르데카 대회 조별 예선 5차전                 | 쿠알라룸푸르, 메르데카 경기장          |           |          |          |
| 25 | 1975-09-08  | 조동현, 박상인, 이영무                                           | 3 - 0          | -                                | 제4회 한일 정기전                                    | 서울, 동대문운동장                     |           |          |          |
| 26 | 1976-03-21  | 이영무, 박상인                                                   | 2 - 0          | -                                | 1976년 하계 올림픽 아시아 지역 예선                  | 도쿄, 국립경기장                       |           |          |          |
| 27 | 1976-03-27  | 김진국, 차범근                                                   | 2 - 2          | 가마모토 (2골)                   | 1976년 하계 올림픽 아시아 지역 예선                  | 서울, 동대문운동장                     |           |          |          |
| 28 | 1976-08-18  | -                                                                | 0 - 0          | -                                | 제20회 메르데카 대회 조별 예선 5차전                 | 쿠알라룸푸르, 메르데카 경기장          |           |          |          |
| 29 | 1976-12-04  | 허정무, 황재만                                                   | 2 - 1          | 나가이                           | 제5회 한일 정기전                                    | 도쿄, 국립경기장                       |           |          |          |
| 30 | 1977-03-26  | -                                                                | 0 - 0          | -                                | 1978년 FIFA 월드컵 아시아·오세아니아 지역 예선       | 도쿄, 국립경기장                       |           |          |          |
| 31 | 1977-04-03  | 차범근                                                           | 1 - 0          | -                                | 1978년 FIFA 월드컵 아시아·오세아니아 지역 예선       | 서울, 동대문운동장                     |           |          |          |
| 32 | 1977-06-15  | 김진국, 김성남                                                   | 2 - 1          | 가네다                           | 제6회 한일 정기전                                    | 서울, 동대문운동장                     |           |          |          |
| 33 | 1978-07-19  | 조광래, 차범근 박성화, 김호곤                                    | 4 - 0          | -                                | 제22회 메르데카 대회 조별 예선 1차전                 | 쿠알라룸푸르, 메르데카 경기장          |           |          |          |
| 34 | 1978-12-15  | 이영무, 박성화 오석재                                            | 3 - 1          | 가토                             | 1978년 아시안 게임                                   | 방콕, 쭐랄롱꼰 대학교 경기장           |           |          |          |
| 35 | 1979-03-04  | 오석재                                                           | 1 - 2          | 우스이, 나카무라                 | 제7회 한일 정기전                                    | 도쿄, 국립경기장                       |           |          |          |
| 36 | 1979-06-16  | 박성화 (3골), 신현호                                             | 4 - 1          | 나가이                           | 제8회 한일 정기전                                    | 서울, 동대문운동장                     |           |          |          |
| 37 | 1980-03-22  | 허정무, 조광래 (2골)                                             | 3 - 1          | 다카하라                         | 1980년 하계 올림픽 아시아 지역 예선                  | 쿠알라룸푸르, 메르데카 경기장          |           |          |          |
| 38 | 1981-03-08  | 정해원                                                           | 1 - 0          | -                                | 제9회 한일 정기전                                    | 도쿄, 국립경기장                       |           |          |          |
| 39 | 1981-06-21  | 오석재, 이태엽                                                   | 2 - 0          | -                                | 대통령배 국제축구대회                                | 부산, 구덕운동장                       |           |          |          |
| 40 | 1982-03-21  | 강신우, 최순호, 이강조                                           | 3 - 0          | -                                | 제10회 한일 정기전                                   | 서울, 동대문운동장                     |           |          |          |
| 41 | 1982-11-25  | 강신우                                                           | 1 - 2          | 하라, 오카다                     | 1982년 아시안 게임                                   | 뉴델리, 차타르샬 경기장                |           |          |          |
| 42 | 1983-03-06  | 김경호                                                           | 1 - 1          | 다나카                           | 제11회 한일 정기전                                   | 도쿄, 국립경기장                       |           |          |          |
| 43 | 1984-09-30  | 이경남                                                           | 1 - 2          | 기무라, 미즈누마                 | 제12회 한일 정기전                                   | 서울, 서울올림픽주경기장               |           |          |          |
| 44 | 1985-10-26  | 정용환, 이태호                                                   | 2 - 1          | 기무라                           | 1986년 FIFA 월드컵 아시아 지역 예선                  | 도쿄, 국립경기장                       |           |          |          |
| 45 | 1985-11-03  | 허정무                                                           | 1 - 0          | -                                | 1986년 FIFA 월드컵 아시아 지역 예선                  | 서울, 서울올림픽주경기장               |           |          |          |
| 46 | 1988-10-26  | 최순호                                                           | 1 - 0          | -                                | 제13회 한일 정기전                                   | 도쿄, 국립경기장                       |           |          |          |
| 47 | 1988-12-06  | 황선홍, 김주성                                                   | 2 - 0          | -                                | 1988년 AFC 아시안컵                                  | 도하, 카타르 SC 경기장                 |           |          |          |
| 48 | 1989-05-05  | 이태호                                                           | 1 - 0          | -                                | 제14회 한일 정기전                                   | 서울, 동대문운동장                     |           |          |          |
| 49 | 1990-07-27  | 황선홍, 김주성                                                   | 2 - 0          | -                                | 1990년 다이너스티컵 조별리그 1차전                   | 베이징, 노동자 경기장                  |           |          |          |
| 50 | 1991-07-27  | 하석주                                                           | 1 - 0          | -                                | 제15회 한일 정기전                                   | 이사하야, 나가사키 체육 경기장         |           |          |          |
| 51 | 1992-08-22  | -                                                                | 0 - 0          | -                                | 1992년 다이너스티컵 조별리그 1차전                   | 베이징, 노동자 경기장                  |           |          |          |
| 52 | 1992-08-29  | 정재권, 김정혁                                                   | 2 - 2 (PK 2-4) | 나카야마, 다카기                 | 1992년 다이너스티컵 결승전                           | 베이징, 노동자 경기장                  |           |          |          |
| 53 | 1993-10-25  | -                                                                | 0 - 1          | 미우라                           | 1994년 FIFA 월드컵 아시아 지역 최종 예선             | 도하, 칼리파 국제경기장                |           |          |          |
| 54 | 1994-10-01  | 유상철, 황선홍 (2골)                                             | 3 - 2          | 미우라, 이하라                   | 1994년 아시안 게임 8강전                             | 히로시마, 히로시마 광역공원 육상경기장 |           |          |          |
| 55 | 1995-02-21  | 이우영                                                           | 1 - 1          | 구로사키                         | 1995년 다이너스티컵 조별리그 1차전                   | 홍콩, 홍콩 대구장                      |           |          |          |
| 56 | 1995-02-26  | 이기형 (2골)                                                     | 2 - 2 (PK 3-5) | 후쿠다, 야마구치                 | 1995년 다이너스티컵 결승전                           | 홍콩, 홍콩 대구장                      |           |          |          |
| 57 | 1997-05-21  | 유상철                                                           | 1 - 1          | 미우라                           | 친선 경기 ( 2002년 FIFA 월드컵 공동 개최 기념)       | 도쿄, 국립경기장                       |           |          |          |
| 58 | 1997-09-28] | 서정원, 이민성                                                   | 2 - 1          | 야마구치                         | 1998년 FIFA 월드컵 아시아 지역 최종 예선 (도쿄 대첩) | 도쿄, 국립경기장                       |           |          |          |
| 59 | 1997-11-01  | -                                                                | 0 - 2          | 나나미, 로페스                   | 1998년 FIFA 월드컵 아시아 지역 최종 예선             | 서울, 서울올림픽주경기장               |           |          |          |
| 60 | 1998-03-01  | 이상윤                                                           | 1 - 2          | 나카야마, 조                     | 1998년 다이너스티컵 1차전                            | 요코하마, 요코하마 국제종합경기장      |           |          |          |
| 61 | 1998-04-01  | 이상윤, 황선홍                                                   | 2 - 1          | 나카야마                         | 친선 경기 ( 2002년 FIFA 월드컵 공동 개최 기념)       | 서울, 서울올림픽주경기장               |           |          |          |
| 62 | 1998-12-07  | 최용수 (2골)                                                     | 2 - 0          | -                                | 1998년 아시안 게임                                   | 방콕, 라차망칼라 스타디움              |           |          |          |
| 63 | 2000-04-26  | 하석주                                                           | 1 - 0          | -                                | 친선 경기                                            | 서울, 서울올림픽주경기장               |           |          |          |
| 64 | 2000-12-20  | 안정환                                                           | 1 - 1          | 핫토리                           | 친선 경기                                            | 도쿄, 국립경기장                       |           |          |          |
| 65 | 2003-04-16  | -                                                                | 0 - 1          | 나가이                           | 친선 경기                                            | 서울, 서울월드컵경기장                 |           |          |          |
| 66 | 2003-05-31  | 안정환 .                                                         | 1 - 0          | -                                | 친선 경기                                            | 도쿄, 국립경기장                       |           |          |          |
| 67 | 2003-12-10  | -                                                                | 0 - 0          | -                                | 2003년 동아시아 축구 선수권 대회 3차전               | 요코하마, 요코하마 국제종합경기장      |           |          |          |
| 68 | 2005-08-07  | -                                                                | 0 - 1          | 나카자와                         | 2005년 동아시아 축구 선수권 대회 3차전               | 대구, 대구월드컵경기장                 |           |          |          |
| 69 | 2007-07-28  | -                                                                | 0 - 0 (PK 6-5) | -                                | 2007년 AFC 아시안컵 3/4위전                          | 팔렘방, 자카 바링 경기장               |           |          |          |
| 70 | 2008-02-23  | 염기훈                                                           | 1 - 1          | 야마세                           | 2008년 동아시아 축구 선수권 대회 3차전               | 충칭, 충칭 올림픽 스포츠 센터          |           |          |          |
| 71 | 2010-02-14  | 이동국 (PK), 이승렬 김재성                                       | 3 - 1          | 엔도 (PK)                        | 2010년 동아시아 축구 선수권 대회 3차전               | 도쿄, 국립경기장                       |           |          |          |
| 72 | 2010-05-24  | 박지성, 박주영 (PK)                                              | 2 - 0          | -                                | 친선 경기                                            | 사이타마, 사이타마 스타디움 2002       |           |          |          |
| 73 | 2010-10-12  | -                                                                | 0 - 0          | -                                | 친선 경기                                            | 서울, 서울월드컵경기장                 |           |          |          |
| 74 | 2011-01-25  | 기성용, 황재원                                                   | 2 - 2 (PK 0-3) | 마에다, 호소가이                 | 2011년 AFC 아시안컵 4강전                            | 도하, 알가라파 경기장                  |           |          |          |
| 75 | 2011-08-10  | -                                                                | 0 - 3          | 가가와 (2골), 혼다               | 친선 경기                                            | 삿포로, 삿포로 돔                      |           |          |          |
| 76 | 2013-07-28  | 윤일록                                                           | 1 - 2          | 가키타니 (2골)                   | 2013년 EAFF 동아시안컵 3차전                         | 서울, 서울올림픽주경기장               |           |          |          |
| 77 | 2015-08-05  | 장현수 (PK)                                                      | 1 - 1          | 야마구치                         | 2015년 EAFF 동아시안컵 2차전                         | 우한, 우한 스포츠 센터                 |           |          |          |
| 78 | 2017-12-16  | 김신욱 (2골), 정우영 염기훈                                      | 4 - 1          | 고바야시 (PK)                    | 2017년 EAFF 동아시안컵 3차전                         | 도쿄도 조후, 아지노모도 스타디움       |           |          |          |
| 79 | 2019-12-18  | 황인범                                                           | 1 - 0          | -                                | 2019년 EAFF 동아시안컵 3차전                         | 부산, 부산아시아드주경기장             |           |          |          |
| 80 | 2021-03-25  |                                                                  | 0 - 3          | 야마네 미키, 카마다 다이치, 엔도 | 친선 경기                                            | 요코하마, 닛산 스타디움                |           |          |          |
| 81 | 2022-07-27  |                                                                  | 0 - 3          | 소마 유키,사사키 쇼,마치노 슈토  | 2022년 EAFF 동아시안컵                               | 아이치현 도요타, 도요타 스타디움       |           |          |          |

#### 비공인 경기
- 아래 경기 목록은 불완전한 목록이다

| # | 일자       | 대한민국             | 결과  | 일본 B팀 | 대회                               | 장소                          | FIFA 공인 | KFA 공인 | JFA 공인 |
| - | ---------- | -------------------- | ----- | -------- | ---------------------------------- | ----------------------------- | --------- | -------- | -------- |
| 1 | 1966-08-14 | 차태성, 김정남       | 2 - 0 | -        | 10회 메르데카 대회                 | 쿠알라룸푸르, 메르데카 경기장 |           |          |          |
| 2 | 1968-08-18 | 정강지, 허윤정       | 2 - 0 | -        | 12회 메르데카 대회                 | 쿠알라룸푸르, 메르데카 경기장 |           |          |          |
| 3 | 1974-05-11 | 박이천, 차범근 (2골) | 3 - 0 | -        | 4회 박대통령컵 쟁탈 아시아축구대회 | 서울, 동대문운동장            |           |          |          |
| 4 | 1975-05-14 | 이차만               | 1 - 0 | -        | 5회 박대통령컵 쟁탈 아시아축구대회 | 서울, 동대문운동장            |           |          |          |

### U-23 대표팀 (올림픽 & 아시안 게임)
- 2018년 9월 1일 기준 통산 전적: 16전 7승 4무 5패로 대한민국 우세.

| #  | 일자        | 대한민국       | 결과  | 일본                       | 대회                                        | 장소                                |
| -- | ----------- | -------------- | ----- | -------------------------- | ------------------------------------------- | ----------------------------------- |
| 1  | 1992-01-27  | 김병수         | 1 - 0 | -                          | 1992년 하계 올림픽 아시아 지역 예선         | 쿠알라룸푸르, 메르데카 경기장       |
| 2  | 1995-01-14  | 최용수         | 1 - 0 | -                          | 호주 4개국 대회                             | 시드니, 미상                        |
| 3  | 1996-03-27  | 이상헌, 최용수 | 2 - 1 | 조                         | 1996년 하계 올림픽 아시아 지역 예선         | 쿠알라룸푸르, 메르데카 경기장       |
| 4  | 1999-09-07  | 최철우         | 1 - 4 | 후쿠다, 히라세 (2골), 엔도 | 친선 경기                                   | 도쿄, 국립경기장                    |
| 5  | 1999-09-27  | -              | 0 - 1 | 후쿠다                     | 친선 경기                                   | 서울, 서울올림픽주경기장            |
| 6  | 2003-07-23  | 최태욱         | 1 - 1 | 조병국 (자책골)            | 친선 경기                                   | 도쿄, 국립경기장                    |
| 7  | 2003-09-17] | 김동진 (2골)   | 2 - 1 | 다카마츠                   | 친선 경기                                   | 서울, 서울월드컵경기장              |
| 8  | 2004-02-21  | -              | 0 - 2 | 마쓰이, 모리사키           | 친선 경기                                   | 오사카, 나가이 육상 경기장          |
| 9  | 2004-07-21  | -              | 0 - 0 | -                          | 친선 경기                                   | 서울, 서울월드컵경기장              |
| 10 | 2006-07-14  | 박주영         | 1 - 1 | 안태은 (자책골)            | 친선 경기                                   | 창원, 창원종합운동장                |
| 11 | 2006-11-21  | 양동현         | 1 - 1 | 마스다                     | 친선 경기                                   | 도쿄, 국립경기장                    |
| 12 | 2009-12-19  | 조영철         | 1 - 2 | 야마다 (2골)               | 친선 경기                                   | 창원, 창원축구센터                  |
| 13 | 2012-08-10  | 박주영, 구자철 | 2 - 0 | -                          | 2012년 하계 올림픽 동메달 결정전            | 카디프, 밀레니엄 스타디움           |
| 14 | 2014-09-28  | 장현수 (PK)    | 1 - 0 | -                          | 2014년 아시안 게임 8강전                    | 인천, 인천문학경기장                |
| 15 | 2016-01-30  | 권창훈, 진성욱 | 2 - 3 | 아사노 (2골), 야지마       | 2016년 AFC U-23 축구 선수권 대회 결승전     | 도하, 압둘라 빈 할리파 경기장       |
| 16 | 2018-09-01  | 황희찬, 이승우 | 2 - 1 | 우에다                     | 2018년 아시안 게임 결승전                   | 치비농, 파칸사리 스타디움           |
| 17 | 2023-10-07  | 정우영, 조영욱 | 2 - 1 | K.우치노                   | 2022년 아시안 게임(2023년 개최) 결승전      | 항저우시, 황룽 스포츠 센터 스타디움 |
| 18 | 2024-04-22  | 이태석         | 1 - 0 | -                          | 2024년 AFC U-23 축구 선수권 대회 B조 최종전 | 알라이얀, 자심 빈 하마드 스타디움   |

## 경기 목록 (여자)

### 성인 대표팀
2018년 8월 30일 기준
- 현재 통산 전적 : 4승 10무 16패로 대한민국 열세

## 같이 보기
- 한일전
- 도쿄 대첩
- 공한증
- 대한민국-이란 축구 라이벌전
- 남북전
- 더비 경기
- 도하의 기적
- 대한민국 축구 국가대표팀 경기 결과
- 대한민국 축구 국가대표팀
- 대한민국 U-23 축구 국가대표팀
- 대한민국 U-20 축구 국가대표팀
- 대한민국 U-17 축구 국가대표팀
- 대한민국 여자 축구 국가대표팀
- 대한민국 U-20 여자 축구 국가대표팀
- 대한민국 U-17 여자 축구 국가대표팀
- 일본 축구 국가대표팀
- 일본 여자 축구 국가대표팀
- 대한축구협회